# Susann Helbling
Susann Helbling (* 1978) ist eine Schweizer Politikerin (SP) und seit 2022 Kantonsrätin in St. Gallen.

## Biografie

### Herkunft, Ausbildung
Helbling ist ausgebildete Kindergartenlehrperson und Ergotherapeutin. Sie arbeitet als Kindergartenlehrperson in der Stadt Rapperswil-Jona.

### Politik
Im September 2022 rückte Helbling für die zurückgetretene Eva B. Keller in den St. Galler Kantonsrat nach, nachdem die erste Ersatzkandidatin auf das Amt verzichtet hatte. 2022 wurde sie zur Co-Präsidentin der SP Sektion Rapperswil-Jona gewählt.

### Persönliches
Helbling befindet sich in einer Partnerschaft, hat zwei Kinder und wohnt in Rapperswil-Jona.